# Sherlock River
Sherlock River är ett vattendrag i Australien. Det ligger i delstaten Western Australia, omkring 1 300 kilometer norr om delstatshuvudstaden Perth.
Omgivningarna runt Sherlock River är i huvudsak ett öppet busklandskap. Trakten runt Sherlock River är nära nog obefolkad, med mindre än två invånare per kvadratkilometer. Stäppklimat råder i trakten. Genomsnittlig årsnederbörd är 473 millimeter. Den regnigaste månaden är januari, med i genomsnitt 198 mm nederbörd, och den torraste är augusti, med 1 mm nederbörd.